# Pattie Boydová

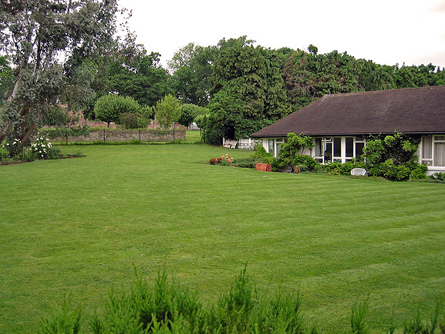
Dům v němž Patricia Boydová žila s George Harrisonem

Patricia Anne Boydová (nepřechýleně Boyd, * 17. března 1944 Taunton) je anglická fotografka a bývalá modelka a manželka George Harrisona, člena skupiny The Beatles, a kytaristy Erica Claptona.

## Život a dílo
V mládí studovala internátní klášterní školu, po té nastoupila ke kosmetické firmě, kde ji objevil novinář časopisu pro teenagery a nabídl jí práci modelky. Ve spolupráci s módní návrhářkou Mary Quantovou se stala jednou z prvních modelek představujících minisukni, čímž získala obrovský úspěch a popularitu.
V roce 1964 dostala nabídku na účinkování v malé roli ve filmu Perný den o skupině Beatles, kde se seznámila s Georgem Harrisonem, který se 21. ledna 1966 stal jejím manželem. Toto manželství se rozpadlo v roce 1977, nejen kvůli drogám, které George stále užíval, ale také kvůli nevěrám George Harrisona a jeho zvláštnímu životnímu stylu, který vedl. Právě však ty nevěry byly, dle jejích slov, důvodem navázání jejího vztahu s Claptonem, který nastal ještě během jejího prvního manželství. V roce 1979 se provdala za Erica Claptona, který byl závislý na drogách a alkoholu, a právě ona mu pomáhala se zbavit závislostí. I toto manželství se v roce 1986 rozpadlo, především kvůli Claptonovým alkoholickým excesům a zvláště opakovaným nevěrám, během nichž se mu narodil nemanželský syn Conor s italskou modelkou Lory Del Santo, což představovalo pro bězdětnou Pattie poslední kapku.
Pattie Boydová se stala inspirací pro písně napsané oběma hudebníky: Harrisonovy skladby „Something“, „I Need You“, „For You Blue“, „Birthday“ a „Isn't It a Pity“, a Claptonovy skladby „Layla“, „Wonderful Tonight“ a „Bell Bottom Blues“.
Dnes je úspěšnou fotografkou, která vystavuje své fotografie po celém světě. Její nejznámější snímky pocházejí z období jejího života s Beatles a s Ericem Claptonem. Ve volném čase se věnuje zahrádkářství a pilates.
V roce 2007 vydala autobiografii nazvanou Wonderful Today, ve které se obšírněji zabývá právě svými vztahy s Harrisonem a Claptonem.